# Placówka Straży Granicznej w Bezledach
Placówka Straży Granicznej w Bezledach – graniczna jednostka organizacyjna polskiej straży granicznej realizująca zadania w ochronie granicy państwowej.
24 sierpnia 2005 roku funkcjonującą dotychczas GPK w Bezledach przemianowano na placówkę Straży Granicznej.

## Terytorialny zasięg działania
W dniu 21.12.2007 roku powiększono terytorialny zasięg działania placówki poza strefę nadgraniczną o powiat olsztyński, szczycieński, nidzicki, gminę miejsko-wiejską Bisztynek powiatu bartoszyckiego, gminę Kiwity powiatu Iidzbarskiego. Z dniem 10.04.2008 r. rozszerzono zasięg działania o miasto na prawach powiatu Olsztyn. Z dniem 1.12.2008 roku zmniejszono terytorialny zasięg działania podporządkowując powiat nidzicki PSG w Leikowie. Powyższe argumentowano podniesieniem skuteczności i efektywności zarządzania ochroną zewnętrznej granicy Schengen.
W 2011 roku placówka Straży Granicznej w Bezledach ochraniała granicę od znaku granicznego nr 2307 do znaku granicznego nr 2272 .
Linia rozgraniczenia:
1. z placówką Straży Granicznej w Sępopolu: wył. znak graniczny nr 2272, dalej granicą gmin Bartoszyce oraz Sepopol i Korsze; od znaku granicznego nr 2357 do znaku granicznego nr 2307[4] .
2. z placówką Straży Granicznej w Górowie Iławeckim: wł. znak graniczny nr 2307, droga do m. Warszkajty (wł.), dalej droga do skrzyżowania dróg Warszkajty – Gałajny – Nowa Wieś Iławecka (wł.), dalej droga leśna do rzeki Elma (wł.), następnie wschodnim brzegiem rzeki Elma do granicy gmin Górowo Iławeckie oraz Lidzbark Warmiński[4] .

Poza strefą nadgraniczną obejmuje powiaty: olsztynski, szczycieński, m.p. Olsztyn, z powiatu bartoszyckiego gmina Bisztynek (g.m-w), z powiatu lidzbarskiego gmina Kiwity .

## Przejścia graniczne

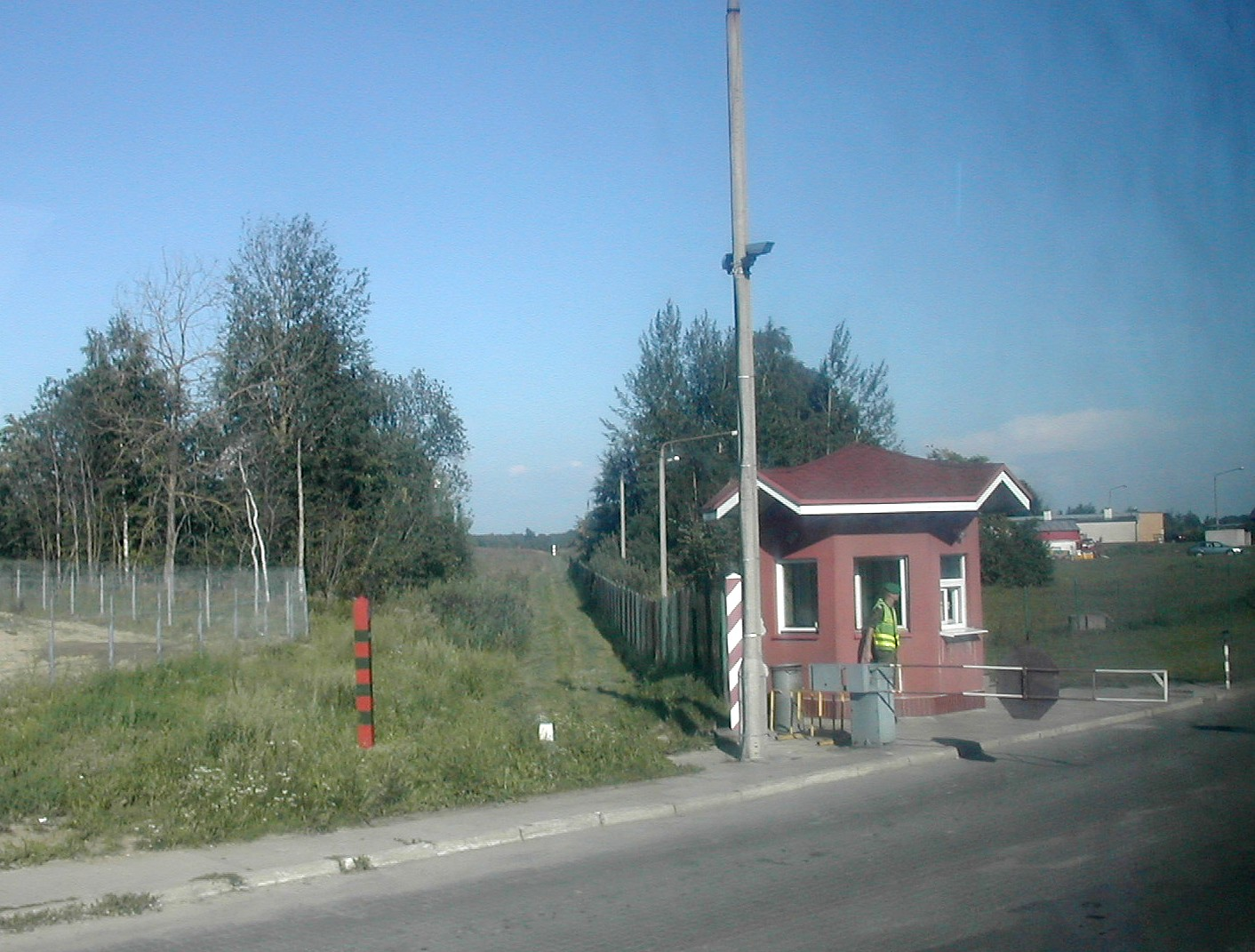
Przejście graniczne Bezledy-Bagrationowskw 2003

- drogowe przejście graniczne Bezledy-Bagrationowsk[5]
- kolejowe przejście graniczne Głomno-Bagrationowsk (nieczynne)[5]
- lotnicze – Mazury[4]

## Komendanci placówki
- ppłk SG Mariusz Haraf (2005-?)[6]